# David Attwood
Pour les articles homonymes, voir Attwood.
David Attwood, né le 28 août 1952 à Sheffield et mort le 21 mars 2024, est un réalisateur britannique.

## Filmographie

### Au cinéma
- 1992 : Wild West
- 1995 : Saigon Baby

### À la télévision
Séries télévisées
- 1982 : Brookside
- 1986 : Screenplay, épisode « All Together » (1-1)
- 1987 : Tales of Sherwood Forest
- 1987 – 1988 : Rockliffe's Babies, 5 épisodes
- 1989 : The Real Eddy English, 4 épisodes
- 1989 – 1994 : The Bill, 18 épisodes
- 1990 : Made in Heaven, épisode « The Big Match » (1-3)
- 1990 : The Play on One, épisode « Killing Time » (3-2)
- 2004 : To the Ends of the Earth

Téléfilms
- 1996 : Un cœur innocent (The Fortunes and Misfortunes of Moll Flanders)
- 1998 : Shot Through the Heart
- 2000 : Summer in the Suburbs
- 2002 : Fidel
- 2002 : Le Chien des Baskerville (The Hound of the Baskervilles)
- 2003 : Vivre malgré tout (On Thin Ice)
- 2003 : May 33rd
- 2006 : Stuart: A Life Backwards
- 2010 : Blood and Oil